# Путов, Николай Евграфович
Путов Николай Евграфович (1890—1980) — советский ученый-кораблестроитель, профессор (1938 г.), доктор технических наук (1949 г.), Заслуженный деятель науки и техники РСФСР.

## Биография
В 1909 году поступил на кораблестроительное отделение Санкт-Петербургского политехнического института. Окончил вуз в 1917 году.
Работал в Петроградском торговом порту, в ЦКБ судостроительной промышленности, в Морском Регистре СССР, в отделе подводного плавания Главного морского технического управления.
С 1930 года — на преподавательской работе в Ленинградском кораблестроительном институте (бывшем кораблестроительном факультете Ленинградского политехнического института). Прошёл путь от преподавателя до профессора, заведующего кафедрой, декана. 35 лет Н. Е. Путов заведовал кафедрой конструкции и технической эксплуатации судов, 13 лет являлся деканом кораблестроительного факультета.
Н. Е. Путов — автор более ста научных работ, учебников, учебных пособий и монографий. Является создателем научной дисциплины — «Проектирование стальных сварных корпусных конструкций морских судов». Учебник Н. Е. Путова «Конструкция корпуса судна», изданный в 1937 году, до сих пор востребован в подготовке студентов-кораблестроителей. Научные труды профессора Н. Е. Путова в области конструкции корпуса морских судов стали основной базой требований к корпусным конструкциям Правил Регистра СССР с 1956 г.
Профессор (1938 г.), доктор технических наук (1949 г.).
Заслуженный деятель науки и техники РСФСР (1966 г.)